# Jacques-Henri Wustenberg
Jacques-Henri Wustenberg (* 1. Oktober 1790 in Bordeaux; † 16. Oktober 1865 ebenda) war ein französischer Kaufmann und Pair von Frankreich deutscher Herkunft.

## Leben
Jacques-Henri Wustenberg war das einzige Kind des Kaufmanns Jakob Heinrich Wüstenberg und dessen Ehefrau Henriette Delorthe. Jakob Wüstenberg war 1768 aus Stettin in Pommern eingewandert und hatte 1779 eine Weingroßhandlung unter dem Namen „J. H. Wustenberg & Teyssonière“ gegründet. Er war außerdem preußischer Vize-Konsul.
Jacques-Henri Wustenberg führte das Geschäft seines Vaters fort. Von 1825 bis 1848 war er Präsident der Handelskammer von Bordeaux, 1830 wurde er Mitglied des Stadtrates, 1832 Stellvertretender Bürgermeister und von 1832 bis 1834 war er Vorsitzender des Handelsgerichtes. Wustenberg war von 1831 bis 1846 Abgeordneter der Französischen Nationalversammlung. 1846 wurde er von König Louis-Philippe I. zum Pair von Frankreich ernannt. Auch eine Aufnahme in die Ehrenlegion folgte.
Jacques-Henri Wustenberg war mit Thérèse Rousse verheiratet, mit der er sechs Kinder hatte. Am 16. Oktober 1865 verstarb er im Alter von 76 Jahren in Bordeaux. Von seinen Kritikern wurde Jacques-Henri Wustenberg als „Napoléon de Chartrons“ bezeichnet und ihm wurde eine „wüstenbergsche Cliquenwirtschaft“ („coterie Wustenberg“) vorgeworfen.

## Ämter
- Pair von Frankreich
- Altersmitglied der Deputierten-Kammer
- Oberster Rat des Handels
- Alterspräsident des Gerichtshofes und der Handelskammer
- Mitglied des Generalrates
- Mitglied des Stadtrates
- Mitglied des Gemeinderates

## Ehrungen
- Nach ihm ist eine Straße in Bordeaux benannt, die Rue Wustenberg.
- Nach ihm ist das Gymnase Wustenberg in Bordeaux benannt.
- Nach ihm ist ein Seniorenheim in Bordeaux benannt.